# The A.B.C. Murders
The A. B. C. Murders (Os Crimes ABC, no Brasil / Os Crimes do ABC, em Portugal) é um romance policial de Agatha Christie, publicado pela primeira vez pela Collins Crime Club em 6 de janeiro de 1936 no Reino Unido, e em 14 de fevereiro do mesmo ano, pela Dodd, Mead and Company nos Estados Unidos. É mais uma obra marcada pela presença de Hercule Poirot, de seu amigo capitão Hastings e do Inspetor Japp da Scotland Yard.
A forma do romance é incomum, combinando narrativa em primeira pessoa e narrativa em terceira pessoa. Esta abordagem foi pioneiramente famosa por Charles Dickens em Bleak House, e foi usada por Agatha Christie em The Man in the Brown Suit. O que é incomum em The A. B. C. Murders é que a narrativa em terceira pessoa é supostamente reconstruída pelo narrador em primeira pessoa da história, Arthur Hastings. Essa abordagem mostra o compromisso de Christie em experimentar o ponto de vista, exemplificado por The Murder of Roger Ackroyd.
O romance foi bem recebido no Reino Unido e nos EUA quando foi publicado. Um crítico disse que era "a baffler of the first water - um divisor de águas", enquanto outro comentou sobre a engenhosidade de Christie na trama. Um crítico em 1990 disse que era "A classic, still fresh story, beautifully worked out. - Uma história clássica, ainda nova, lindamente trabalhada".

## Enredo
Retornando da América do Sul, Arthur Hastings se encontra com seu velho amigo, Hercule Poirot, em seu novo apartamento em Londres. Poirot mostra-lhe uma carta misteriosa que ele recebeu, assinada com "A.B.C.", que detalha um crime que deve ser cometido muito em breve, que ele suspeita que seja um assassinato. Mais duas cartas da mesma natureza chegam logo a seu apartamento, cada uma antes de um assassinato sendo realizado por A.B.C., e feita em ordem alfabética: Alice Ascher, morta em sua tabacaria em Andover; Elizabeth "Betty" Barnard, uma garçonete sedutora morta na praia de Bexhill; e Sir Carmichael Clarke, um homem rico morto em sua casa em Churston. Em cada assassinato, um guia ferroviário da ABC é encontrado ao lado da vítima.  
A equipe policial para a investigação, liderada pelo inspetor-chefe Japp, inclui o inspetor Crome, que duvida das habilidades de detetive de Poirot, e o dr. Thomson, um que tenta dar perfil ao assassino. Poirot forma uma "legião" de parentes dos falecidos para descobrir novas informações: Franklin Clarke, irmão de Carmichael; Mary Drower, sobrinha de Ascher; Donald Fraser, noivo de Betty, e Thora Gray, a jovem assistente de Carmichael. Após uma reunião com a viúva da terceira vítima, Lady Clarke, um fato-chave entre os assassinatos é descoberto - no dia de cada assassinato, um homem que vendia meias de seda havia aparecido em cada cena do crime ou próximo a ela. Apesar dessas informações, Poirot tem dúvidas sobre por que as cartas foram enviadas a ele, e não à polícia ou aos jornais, e por que na terceira carta o endereço de Poirot estava escrito erroneamente, causando o recebimento atrasado. Logo, A.B.C. envia sua próxima carta, direcionando todo mundo para Doncaster, onde se suspeita que o próximo assassinato ocorrerá na corrida de cavalos St. Leger naquele dia. No entanto, o assassino ataca uma sala de cinema, na qual o nome da vítima não corresponde ao padrão das outras mortes. 
A polícia logo recebe uma dica para o homem ligado aos assassinatos - Alexander Bonaparte Cust, um vendedor ambulante epiléptico que sofre de falta de memória e dores de cabeça constantes como resultado de uma lesão na cabeça durante a guerra. Cust foge de seu apartamento, mas desmaia ao chegar à delegacia de Andover, onde é levado sob custódia. Além de afirmar que uma empresa de meias o contratou, ele não tem qualquer lembrança de cometer os assassinatos, mas acredita que deve ser culpado por eles; pois ele estava na sala do cinema quando o último assassinato ocorreu, e encontrou sangue em sua manga e uma faca no bolso depois que ele saiu. A polícia descobre que a firma em questão nunca contratou Cust. Uma busca em seu quarto revela uma caixa fechada de guias ferroviários ABC, e a máquina de escrever e o papel fino usados nas cartas de A.B.C., enquanto a faca é atrás de um armário do lado de fora de seu quarto, onde ele a escondeu. Poirot duvida da culpa de Cust por causa de seus apagões de memória, especialmente porque ele tinha um sólido álibi para o assassinato de Bexhill.  
Convocando uma reunião da Legião, Poirot expõe um de seus membros, Franklin Clarke, como o sendo o verdadeiro assassino A.B.C.. Seu motivo era simples - Lady Clarke está morrendo lentamente de câncer, e após sua morte, Carmichael provavelmente se casaria com sua assistente, Thora. Franklin temia um possível segundo casamento, como ele quera toda a riqueza de seu irmão, assim ele escolheu assassinar seu irmão enquanto Lady Clarke ainda estava viva. Um encontro casual com Cust em um pub deu a Franklin a ideia do plano de assassinato - ele disfarçaria seu crime sob a ilusão de um assassinato em série. Tendo criado as cartas que Poirot receberia, Franklin montou Cust com seu trabalho, dando a ele a máquina de escrever e outros itens que usaria para enquadrá-lo nos assassinatos. Uma sugestão de Hastings deixa claro que a terceira carta fora extraviada de propósito, pois Franklin não queria que a polícia interrompesse o assassinato. Ele então seguiu Cust até a sala de cinema, cometeu o último assassinato e colocou a faca sobre no bolso de Alexander quando saiu.  
Franklin ri da teoria de Poirot, mas entra em pânico quando lhe dizem que sua impressão digital foi encontrada na chave da máquina de escrever de Cust, e que Milly Higley, uma colega de trabalho de Betty, o tinha visto em sua companhia. Franklin tenta cometer suicídio com sua própria arma, mas descobre que Poirot a descarregou com a ajuda de um batedor de carteiras, permitindo que a polícia o prenda. Com o caso resolvido, Poirot mostra o amor de Donald com Megan. Mais tarde, Cust diz a Poirot que a imprensa fez uma oferta por sua história; Poirot sugere que ele exige um preço mais alto por isso e que suas dores de cabeça podem ter surgido de seus óculos. Uma vez sozinho, Poirot diz a Hastings que a impressão digital na máquina de escrever era um blefe, mas está contente que eles dois "tenham ido caçar mais uma vez".   

## Personagens
- Hercule Poirot - Detetive belga de renome, envolvido na investigação da série de assassinatos A.B.C., devido a cartas endereçadas a ele.
- Capitão Arthur Hastings - velho amigo e companheiro de Poirot no caso. Ele também é o narrador do romance.
- Alexander Bonaparte Cust - Um vendedor ambulante epiléptico; sua condição é o resultado de um golpe na cabeça durante a guerra, deixando-o propenso a desmaios e fortes dores de cabeça. O principal suspeito do caso, inadvertidamente configurado por A.B.C.
- Inspetor Crome - Parte da equipe de polícia de Japp que investiga os assassinatos. Inicialmente encarregado do assassinato de Bexhill, e mantém uma baixa expectativa sobre Poirot.
- Inspetor-chefe James Harold Japp - o velho amigo de Poirot na Scotland Yard, e o investigador chefe dos assassinatos em série.
- Dr. Thompson - psicólogo forense, designado para a equipe policial de Japp. Concentra-se em fazer um perfil do assassino.
- A.B.C. - O desconhecido serial killer do caso. Seu padrão de assassinatos é feito em ordem alfabética, com seu cartão de visita sendo um guia ferroviário ABC deixado em cada cena do crime.
- Alice Ascher - primeira vítima de A.B.C. Uma mulher idosa sem filhos e dona de uma tabacaria em Andover.
- Betty Barnard - segunda vítima de A.B.C. Uma garçonete jovem e bonita em Bexhill.
- Sir Carmichael Clarke - terceira vítima de A.B.C. Um velho rico e sem filhos de Churston.
- George Earlsfield - quarta vítima de A.B.C. Um barbeiro de profissão, morto em um cinema em Doncaster. Considerado ilógico ser uma vítima no padrão dos assassinatos de A.B.C.
- Franklin Clarke - O irmão mais novo e injuriado de Sir Carmichael e seu sucessor imediato. Um membro da Legião auxiliando Poirot na investigação, responsável por inspirar Poirot a formar o grupo.
- Mary Drower - sobrinha de Ascher. Um membro da Legião auxiliando Poirot na investigação.
- Megan Barnard - a irmã mais velha de Betty. Um membro da Legião auxiliando Poirot na investigação.
- Donald Fraser - pretenso noivo de Betty e um homem temperamental. Inicialmente um suspeito em seu assassinato, ele mais tarde se torna um membro da Legião.
- Thora Gray - jovem assistente atraente de Sir Carmichael Clarke. Um membro da Legião auxiliando Poirot na investigação.
- Franz Ascher - marido alcoólatra e distante de Alice. O suspeito inicial do assassinato de sua esposa.
- Milly Higley - Uma colega de trabalho de Betty.
- Lady Charlotte Clarke - esposa de Sir Carmichael, sofrendo de câncer terminal. Fica delirante e irritada com a medicação que toma.
- Roger Downes - Professor que visitava o cinema em Doncaster, e se depara com o corpo de Earlsfield após seu assassinato, supõe-se que o assassino na verdade pretendia matá-lo.
- Lily Marbury - filha da inquilina de Cust, que o avisa da polícia que vem atrás dele.
- Tom Hartigan - Namorado de Lily, que conta suas suspeitas sobre os movimentos de Cust no dia do assassinato de Earlsfield à polícia.